# Aryballos

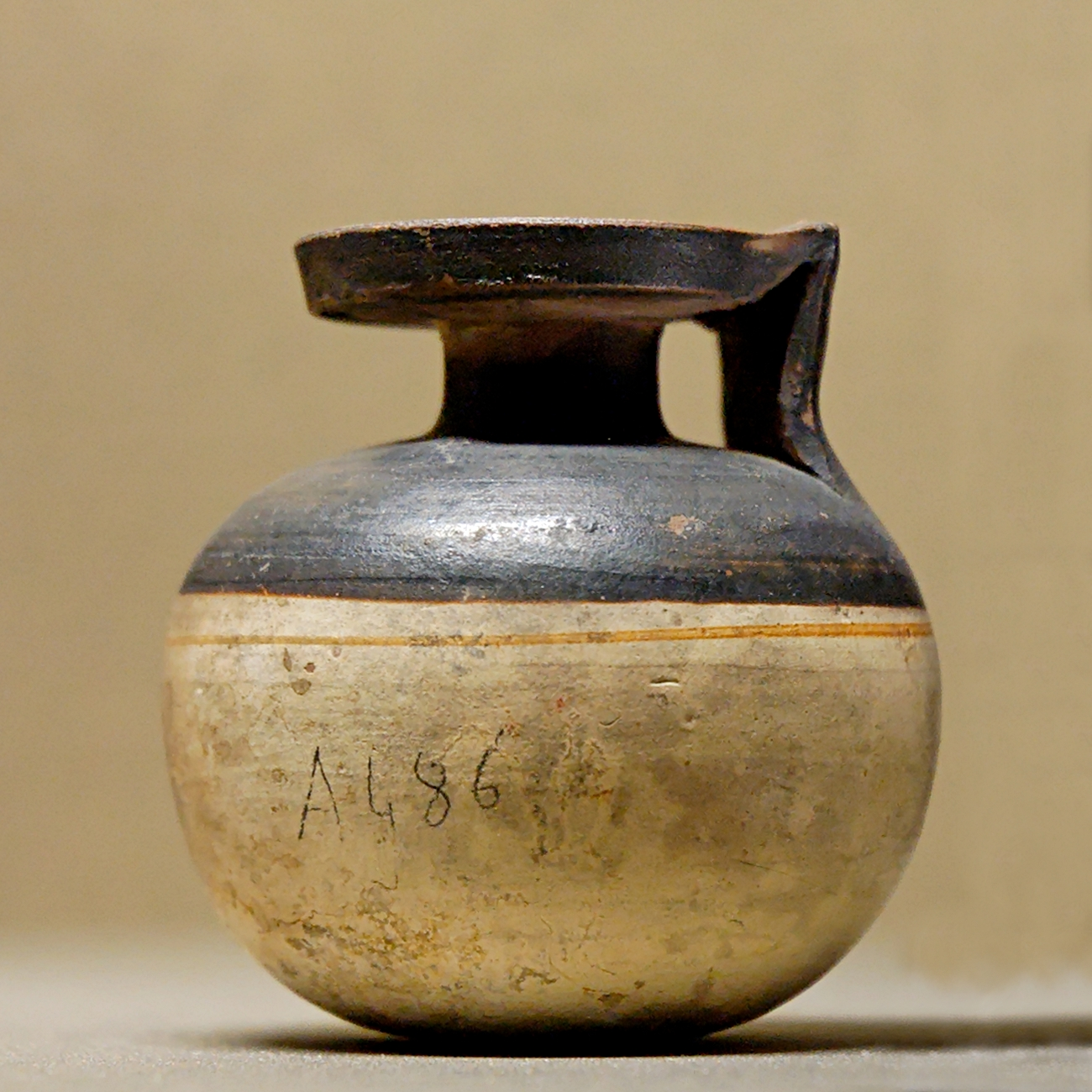
Lakoński aryballos kulisty, ok. 575–550, Kamejros (Luwr)

Aryballos (stgr. ἀρύβαλλος, l.mn. aryballoi) – greckie naczynie toaletowe w kształcie niewielkiej kulistej butelki z wąską szyjką, służące do przechowywania olejków i pachnideł.
Aryballosy wytwarzano z ceramiki lub metalu, w okresie rzymskim także ze szkła. Miały kulisty brzusiec i wąską, niską szyjkę. Nieduży otwór otoczony był szerokim płaskim wylewem; najczęściej zaopatrzone były w niewielkie imadło, przez które przeciągano rzemień. Aryballosów używali atleci. Kształt tych naczyń był rozpowszechniony w VII w. p.n.e. zwłaszcza w Koryncie, gdzie wytwarzano je w stylu orientalizującym.